# Carlo Betocchi
Carlo Betocchi (Turin, 23 janvier 1899 – Bordighera, 25 mai 1986) est un écrivain et poète italien.
Parmi les poètes de la tendance « hermétique », il est considéré comme une sorte de « guide moral ». Toutefois, contrairement à ceux-ci, il fondait sa poésie non sur des procédés analogiques, mais sur un langage plus direct, plus proche du réalisme.
Betocchi a été comparé à Giovanni Pascoli, Umberto Saba, Clemente Rebora ; cependant son parcours se révèle très original, bien loin des « courants littéraires ».

## Biographie
Carlo Betocchi quitte Turin pour Florence en 1906 pour suivre son père, employé des chemins de fer. Orphelin en 1911, il est éduqué par sa mère. Il entre à l’Institut technique de Florence, avec son ami Piero Bargellini, et obtient en 1915 son diplôme de géomètre-expert. Il fréquente l’école d'officiers de Parme quand éclate la Première Guerre mondiale. Il est envoyé sur le front et participe aux combats sur le Piave. En 1919, il est volontaire pour partir en Libye où il reste un an.
Betocchi commence alors sa carrière de géomètre, qui le conduira à voyager en France et en Italie. De retour à Florence en 1923, il collabore avec Piero Bargellini, Nicola Lisi et le graveur Pietro Parigi à la revue Calendario dei pensieri e delle pratiche solari.
En 1928, avec Piero Bargellini, il fonde Il Frontespizio, et collaborera jusqu'en 1938 à cette revue d’inspiration catholique, dans laquelle il publiera son premier recueil poétique Realtà vince il sogno (1932).
En 1939, Betocchi quitte Florence pour Trieste et occupe la chaire de littérature au Conservatoire de musique de Venise. Il revient définitivement à Florence en 1953, enseigne la littérature au Conservatoire Luigi Cherubini et continue à collaborer à des revues comme La Chimera qu’il fonde avec Mario Luzi, La Fiera Letteraria et L’Approdo letterario dont il reste le rédacteur jusqu'en décembre 1977, date de la disparition de cette prestigieuse revue. En 1958, on lui confie la réalisation de l’émission radiophonique L’Approdo.
Depuis 1932 les recueils poétiques de Betocchi se sont multipliés :  Notizie di prosa e poesia 1947, Un ponte sulla pianura 1953, Poesie 1955, Estate di San Martino 1961, Un passo, un altro passo 1967, Prime e ultimissime 1974, Poesie del sabato 1980.

## La poésie
Dans ses poésies, les situations quotidiennes prennent un sens profondément religieux. Le titre de son premier recueil, Realtà vince sogno, évoque un thème fondamental : la « réalité » de la vie opposée au « rêve » trompeur. Autre thème récurrent : le sens de la fraternité envers tous les êtres vivants, dans lesquels le poète reconnaît la manifestation de la présence divine.
L’expérience de Betocchi n’est pas mystique, mais repose sur la conscience de faire partie de la « Création » (un peu à la manière de saint François d’Assise) dans l’attente heureuse d’un salut conduisant à la victoire complète de la réalité sur le rêve.
Le langage de Betocchi est simple et utilise souvent les répétitions, comme dans les comptines. Sa poésie n’a pas besoin d'utiliser une langue complexe pour refléter la réalité des choses.
Dans son poème La via più popolare, par exemple, la vie laborieuse des habitants est traduite par les répétitions qui rythment le texte comme une prière : 

« O benedetta, benedetta sia 
 la cristallina, 
 benedetta mattina: 
 benedetta la gente 
 che va che viene, 
 benedetta la mente che l'avvia, 
 ciascuno alla sua prova. »

« [Ô bénie, bénie sois-tu 
la cristalline, 
bénie la matinée : 
bénie la foule
qui va qui vient, 
béni l’esprit qui la conduit, 
chacun vers son épreuve.] »

Les mots du lexique de Betocchi sont, en général, ceux du bonheur. Seules les poésies de la vieillesse incorporent ceux de la douleur. Betocchi disait que la poésie naît d’une « onde d’amour » pour les choses qu’un même destin unit, qu’elle naît de la joie, même quand il parle de douleur, joie d'exister et de ressentir de l’amour pour tout ce qui vit.
La douleur, Betocchi l’éprouva à travers la longue maladie de sa compagne, la musicienne Emilia de Palma. Elle transforma profondément la vision religieuse du poète. Ses derniers recueils, les plus aboutis, en témoignent.

## Œuvres

### Poésies
- Realtà vince il sogno, Florence, 1932
- Altre poesie, Florence, 1939
- Notizie di prosa e di poesia, Florence, 1947
- Un ponte nella pianura, Milan, 1953
- Poesie, Florencee, 1955
- L'estate di San Martino, Milan, 1961
- Un passo, un altro passo, Milan, 1967
- Prime e ultimissime, Milan, 1974
- Poesie scelte, Milan, 1978
- Poesie del sabato, Milan, 1980
- Tutte le poesie, édition de Luigina Stefani, Milan, 1996
- Dal definitivo istante, édition de Giorgio Tabanelli, préface de Mario Luzi, introduction de Carlo Bo, Milan, 1999

### Traduction
- L’allievo Gilles, Florence, Passigli, 1994 traduction (1936) du roman L’Élève Gilles de André Lafon (1912)

### Essais
- Confessioni minori, édition de Sauro Albisani, Florence, 1985
- I racconti di Romanzesco ma non troppo, édition de R. Capozzì, Lecce, 1992

### Traductions françaises
- en revues :
  - La Poésie italienne contemporaine, édition de Felice Del Beccaro et Guy Tosi, (traductions de Jacqueline Bloncourt-Herselin, Gabrielle Cabrini, Gérard Genot, Jean Lescure, Michel Sager, Philippe Renard, Pierrette Renard-Georges, Guy Tosi), Poésie 1, no 62-63, décembre 1978-février 1979
  - Prisma. 14 poètes italiens contemporains, édition de Philippe Renard, (traductions de Philippe Di Meo, Bruno et Raymond Farina, Antoine Fongaro, Jean-Baptiste Para, Philippe Renard, Bernard Simeone), Obsidiane, anthologie bilingue, 1986
  - L'autre, no 3, 1991, cahiers semestriels
  - « Le voiturier de Cosenza », traduit par Giovanni Angelini, Europe, no 914-915, juin-juillet 2005
  - Voir un poème inédit ICI[1].
- en volume :
  - L'Été de la Saint Martin, Lucie éditions, 2009  édition bilingue, poèmes choisis et traduits par Giovanni Angelini